# Edith Häusler
Edith Häusler (* 1960; heimatberechtigt in Hendschiken; bürgerlich Edith Häusler-Michel) ist eine Schweizer Politikerin (Grüne).

## Leben
Edith Häusler ist auf einem Bauernhof im Kanton Zug aufgewachsen. Sie ist diplomierte Natur- und Umweltfachfrau, Umweltbildnerin und Journalistin. Von 2010 bis 2013 war sie Geschäftsführerin des Netzwerk Umweltfachleute. Seit 2008 arbeitet sie bei Vision Landwirtschaft im Bereich Öffentlichkeitsarbeit und Kommunikation. Sie lebt in Kilchberg.

## Politik
Edith Häusler wurde 2011 in den Kantonsrat des Kantons Zürich gewählt. Sie war von 2011 bis 2012 Mitglied der Aufsichtskommission Bildung und Gesundheit und von 2012 bis 2015 Mitglied der Kommission für Planung und Bau. Seit 2015 ist sie Mitglied der Geschäftsprüfungskommission.
Häusler war von 2006 bis 2013 Vorstandsmitglied der Alpen-Initiative und ist seit 2013 Mitglied des Alpenrates der Alpen-Initiative. Sie ist seit 2010 Vorstandsmitglied der Grünen Kanton Zürich, seit 2015 Co-Präsidentin der Grünen Bezirk Horgen und seit 2016 Co-Präsidentin der Grünen Kilchberg-Rüschlikon.